# كاريل حمصي
كاريل إيلي يوسف إلياس حمصي فنانة تشكيلية ومصممة جرافيك منذ عام 1989. وُلدت في القاهرة في 16 أكتوبر عام 1968. حصلت على بكالوريوس كلية التربية الفنية جامعة حلوان 1991. في السنوات ما بين 1990 و 1992، عملت كاريل في وكالة الإعلان أمريكانا.
هي عضو نقابة الفنانين التشكيليين بالقاهرة وعضو جماعة الأتيلية بالقاهرة. تشارك بلوحاتها في العديد من المعارض الجماعية والمعارض المنفردة في مصر والخارج. وقد أقيم آخر معرض خاص بلوحاتها فقط في لندن عام 2016. تم إدراج اسم كاريل حمصي في موسوعة صالون الشباب الجزء الأول من إعداد الدكتور صبحي الشاروني 1994 وإصدار قطاع الفنون التشكيلية.
وشاركت في العديد من المعارض بمصر والخارج ولها العديد من المقتنيات في كل من إيطاليا واليونان والولايات المتحدة وليبيا والقاهرة. وقد مثّلت مصر في 2009 في ملتقى الأُقصر الدولي الثاني للتصوير. بِيعت الكثير من أعمالها لهواة جمع اللوحات في العديد من البلدان حول العالم، كما تعرض بعض لوحاتها في المتحف المصري للفن المعاصر.

## أعمالها
تتميز أعمال كاريل حمصي بالنزعة التعبيرية والوحشية التي دائمًا ما يهتم بها الفنان في التعبير عن مشاعره الداخلية عن طريق تحريف الأشكال والتأكيد على اللون، وبذلك صارت اللوحة رمزية تحمل تجارب شخصية وذهنية، كما تتميز بالحشد الكبير لعناصر اللوحة والذبذبة العالية للخطوط والألوان التي تعطي إحساسًا كبيرًا بالحركة المستمرة. تصطدم أعمالها بتقاليد بدائية تمتزج بتعبيرات دينية وعقائدية وثقافية، تلعب فيها دور البطولة مع صور خيالية واستشراف رموز الأساطير القديمة والنوادر والغوص في الواقع الشعبي بطقوسه ومعتقداته.
تضم لوحتها مجموعة كبيرة من العناصر التي تأثرت بها من واحة سيوة مثل الجبال والمرأة والحمير، إلى جانب النخلة والبيوت السيوية القديمة.
يبدو الأسلوب الفانتازي واضحًا في لوحات كاريل، التي تضم عوالم مختلفة في اللوحة تنتمي لعصور وتفاصيل لا تتقابل إلا في عالم الفن، الخيول المُجنّحة والأفيال التي تعزف الموسيقى، إضافة إلى تفاصيل من الشارع المصري، كالميادين والمباني الشهيرة بوسط القاهرة، مع تحوير محسوب ودال في تفاصيل المشهد، بحيث ينتمي إلى عالم مختلف عما هو عليه الآن، ألوان زاهية وأشجار تعلو البنايات الشاهقة، لتبدو أنها تظلل السماء، وتمثال ضخم يتصدر اللوحة لإخناتون ونفرتيتي وهما في رقصة رومانتيكية، بينما عسكري المرور بالأسفل يُنظم سير الطريق. هناك مظاهر لمصر الأربعينات في سلوك الأشخاص وطبيعة الميدان والمباني الزاهية، وهناك التمثال التاريخي الراقص، دون الاعتياد على وضعية أجساد المنحوتات الفرعونية التي لا تخطئها العين.

### أعمالها المعروضة
- تعرض لكاريل لوحة مصر الحرية التي رسمتها في عام 2009 على شاشة عرض كبيرة في متحف وجاليري ساتشي في لندن.[8] وقد عبرت بجرأة من خلال التكوين المتميز عن حال مصر التي جسدتها في صورة فتاة عملاقة تخترق ميدان التحرير، والتي تستند على تاريخها العريق وتحاول تخطي العقبات وتواجه الصدمات. وقد تجسد العنف من خلال هذا العمل في السهام المصوبة لتعوق حركتها وتقدمها للأمام سهام التعصب والفقر والجهل والتخلف ولكنها تبدو واثقة أبية تقاوم كل الصعاب. وقد عكس هذا العمل مشاهد متعددة من ميدان التحرير بمعالمه الشهيرة، حيث وجهت الفنانة رسالة واضحة المعالم من خلال هذا العمل، وهي أن تقدم مصر وتخطيها الصعاب لن يكون إلا بوحدة شعبها باختلاف أديانه وانتماءاته.[4]
- شكل تمثال الحمار جزءًا من أعمالها التي عُرضت في معرض جماعي للعديد من الفنانين، نظمته مؤسسة كارافان للفنون تم بيعه في صالة سوثبي للمزادات في لندن لصالح الأعمال الخيرية.[9]

## المعارض

### المعارض الخاصة
- معرض بأتيلييه القاهرة 1992.
- معرض بالمركز الثقافي اليوناني عام 2008.
- معرض بأتيلييه الإسكندرية عام 2013.

### المعارض الجماعية الدولية
- ملتقى الأقصر الدولي الثاني للتصوير بالأقصر في نوفمبر عام 2009.
- معرض شباب الفنانين التشكيليين بالمركز الثقافى المصرى بفينا بالنمسا في يونيو عام 2010.
- معرض بمؤسسة أيفينيديس بأثينا في اليونان عام 2011.[10]